# Vashosszúfalu
Vashosszúfalu (Duits: Eisen-Langendorf) is een plaats (község) en gemeente in het Hongaarse comitaat Vas. Vashosszúfalu telt 452 inwoners (2001).